# إد دوفي
إد دوفي (بالإنجليزية: Ed Duffy)‏ هو لاعب كرة قاعدة أمريكي، ولد في 1844، وتوفي في 16 أكتوبر 1888.

## وصلات خارجية
- إد دوفي على موقعبيزبول رفرنس.كوم (الدوري الرئيسي) (الإنجليزية)